# Kruke (Gefäß)

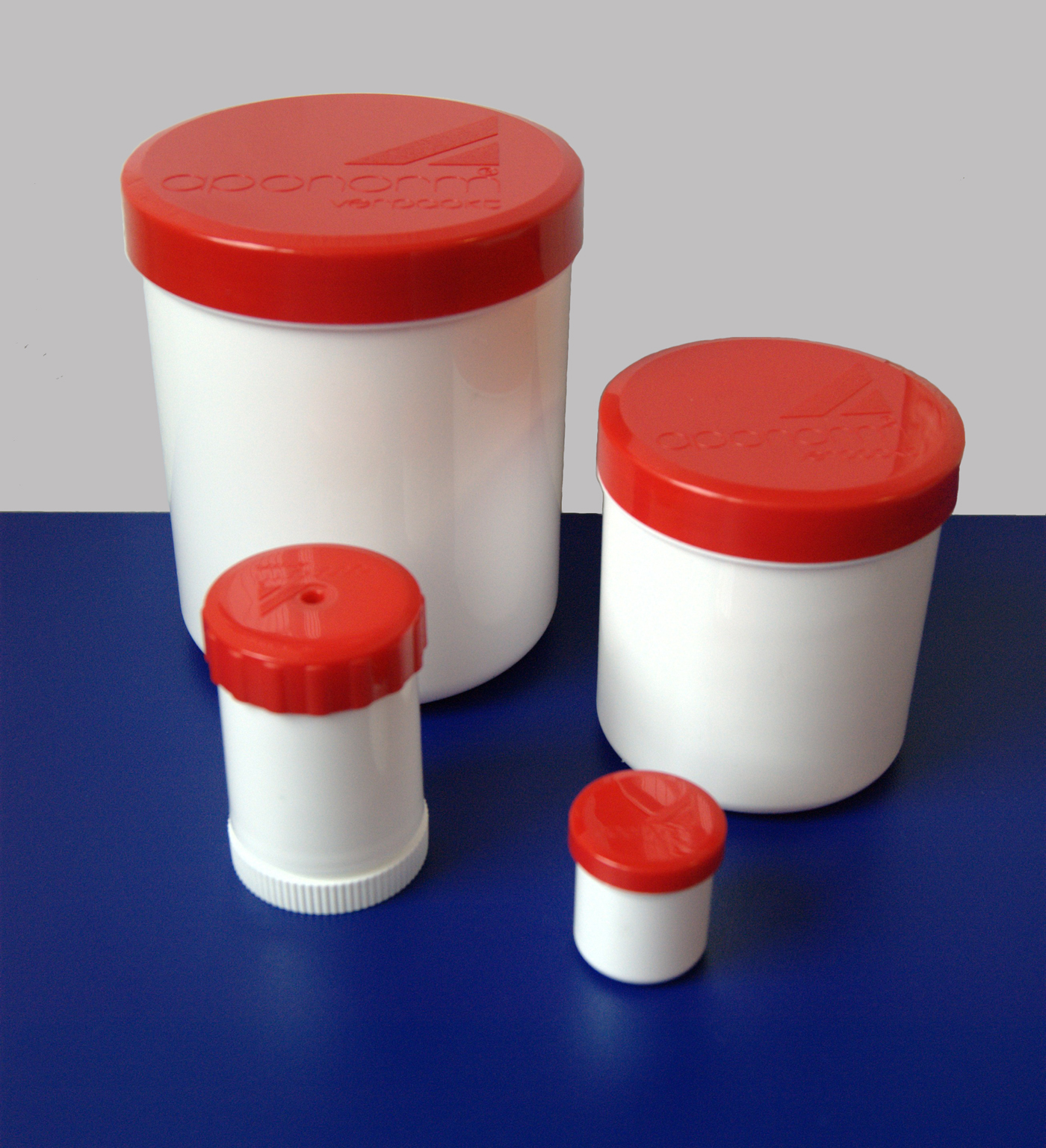
Kruken in diversen Größen

Die Kruke (eigentlich niederdeutsch für Krug), pharmazeutisch Olla, ist ein Vorrats- bzw. Abgabegefäß des Apothekers, welches hauptsächlich für halbfeste Zubereitungen wie Salben, Pasten und Cremes, aber auch für feste Stoffe verwendet wird (nicht für Flüssigkeiten). Auch ein Vorläufer der Wärmflasche wird als Kruke bezeichnet. Dies war meist ein ovales Kupferbehältnis mit einem Schraubverschluss, in das etwa 2 Liter heißes Wasser gefüllt wurde. Über das Kupfer wurde dann die Wärme abgegeben.

## Beschaffenheit
Sie besitzt die Form eines Zylinders mit einem früher meist nur aufgelegten, heutzutage verschraubbaren Deckel. Die klassische Art der Kruke zeichnet sich vor allem dadurch aus, dass sie keine Verengung an der Öffnung hat. So kann mit dem Spatel die Salbe vollständig aus dem Gefäß entnommen werden.

## Verwendung
Früher wurden diese halbfesten Zubereitungen grundsätzlich per Hand in der sogenannten Fantaschale, einer Reibschale aus Melaminkunststoff, mit dem Pistill verrührt und dann in die Kruke abgefüllt. Heute kommen nach Möglichkeit geschlossene Systeme zum Einsatz. Wirkstoffe und Salbengrundlage werden direkt in die Kruke als Abgabegefäß eingewogen. Ein Salbenrührautomat, bei dem Zeit und Drehzahl eingestellt werden können, erzeugt daraus eine homogene Zubereitung.
Bei den modernen Kruken erfolgt die Entnahme des Inhalts nicht mehr per Hand oder Spatel, sondern mehr nach dem Prinzip einer Tube. In der Kruke befindet sich ein verschiebbarer Boden oder eine Schraubmechanik, die beim Drehen des Krukenbodens einen zweiten Boden im Inneren der Kruke nach oben schraubt und so den Inhalt durch eine kleine Öffnung im Deckel der Kruke herausdrückt. Durch diese Art der Entnahme ist die Gefahr einer Kontamination des Inhalts mit (zum Beispiel an Finger oder Spatel befindlichen) Mikroorganismen (etwa Bakterien oder Pilze) wesentlich geringer als bei den klassischen Kruken.

## Geschichte

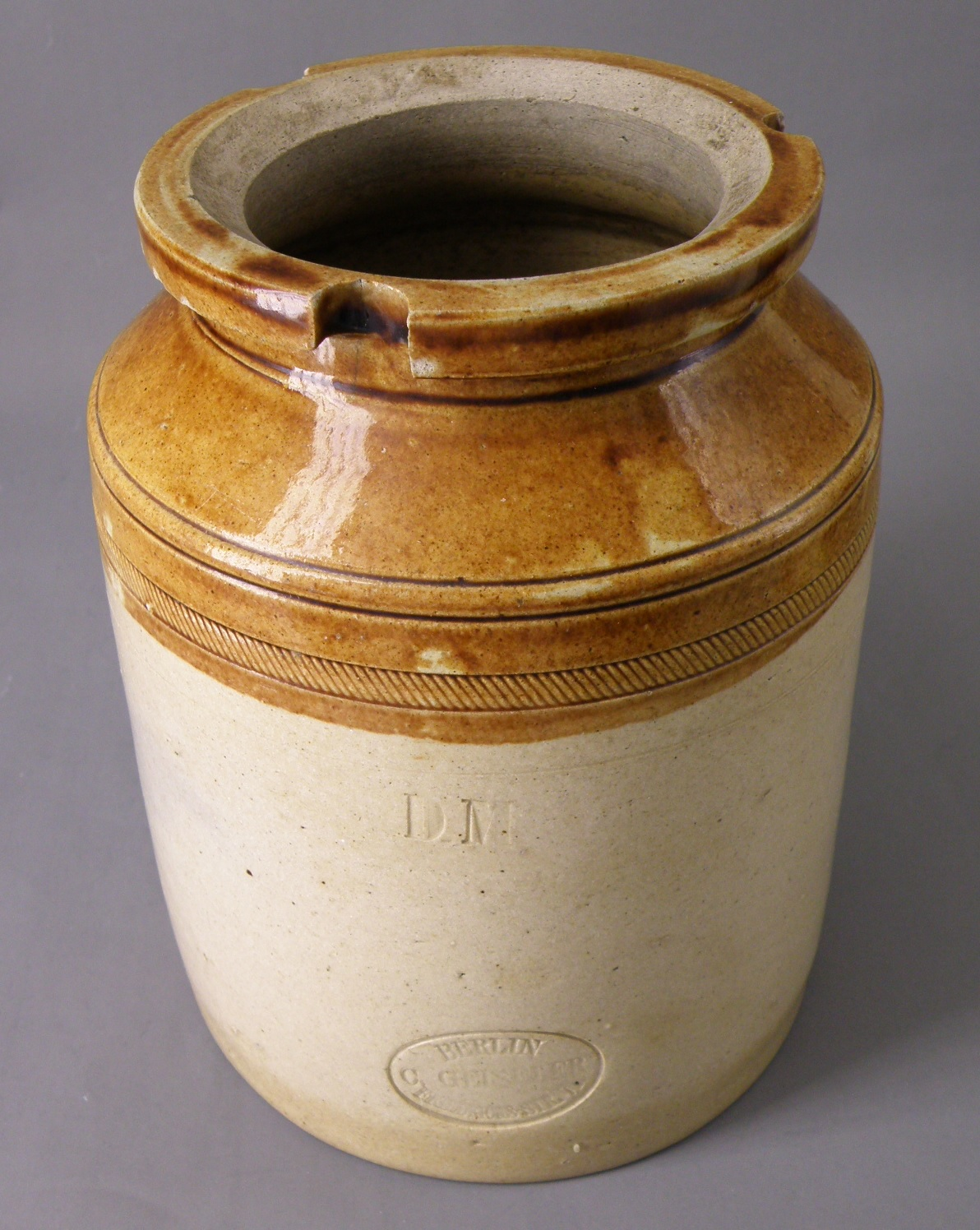
Einmachekruke aus Steinzeug ohne Deckel, 19. Jh.

Historische Kruken wurden aus Porzellan oder Steingut hergestellt, heute wird größtenteils Kunststoff verwendet. Die Beschriftung der historischen Stand-(Vorrats-)gefäße war eingebrannt. Für Apotheken geschah dies auf Latein, bei Drogisten auf Deutsch. Die Farbe der Beschriftung gab Hinweise auf den Umgang mit dem Inhalt:
- Schwarze Schrift auf weißem Grund: normal zu lagernder Inhalt (Indifferentia)
- Rote Schrift auf weißem Grund: gesondert und vorsichtig zu lagernder Inhalt (Separanda)
- Weiße Schrift auf schwarzem Grund: Gifte, im verschlossenen Giftschrank aufzubewahren (Venena)

## Verwendung als Bewässerungssystem
Die Tonkrüge werden mit engem Hals unter der Bezeichnung Olla auch zur Bewässerung von Pflanzen verwendet. Besonders in trockenen Gegenden und bei durch Klimawandel zunehmender Trockenheit werden sie im Boden vergraben. Mit Wasser gefüllt geben sie dieses durch Diffusion langsam an die Wurzen umgebender Pflanzen ab.

## Verwendung als Schimpfwort
Im niederdeutschen Raum, dem das Wort entstammt, wird Kruke auch als abwertender Ausdruck für einen Sonderling gebraucht, im Berlinerischen etwa in der Wendung olle Kruke; im Versuch eines bremisch-niedersächsisches Wörterbuchs (1767) ist der Vergleich „He sut utt, as ene Stifts-Kruke“ verzeichnet, erläutert als: „Er siehet sauer und finster aus“. Wahrscheinlich bezog sich die Analogie auf die bauchige Form der i. a. irdenen Flasche, die im Niederdeutschen als Kruke bezeichnet wird, übertragen auf die seltsame Körperstatur des Beleidigten.